# Чернявский, Ян
Ян Чернявский (англ. Jan Cherniavsky; 25 июня 1892, Умань — 8 января 1989, Ванкувер) — канадский пианист украинского происхождения.

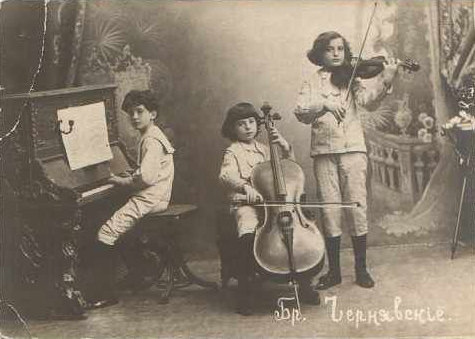
Трио Чернявских (до 1906 года)

Родился в еврейской семье. Отец, Абрам Чернявский (1856—1938), учил музыке всех своих детей и в 1901 году составил из трёх малолетних сыновей, Лео, Яна и Мишеля, фортепианное трио, вплоть до 1906 года успешно гастролировавшее по всей Европе, в 1908—1909 гг. совершившее гастрольный тур по Южной Африке, в 1912—1914 гг. по Индии, Австралии и Новой Зеландии, а в 1916—1918 гг. концертировавшее в Северной Америке. Среди учителей Яна Чернявского наиболее важным был Теодор Лешетицкий, с которым он занимался в Вене в 1905 и затем в 1910—1915 гг.
С 1922 года обосновался в Канаде. В 1930 году был одним из основателей Ванкуверского симфонического оркестра. В 1934 году, после роспуска семейного трио, занимался преимущественно педагогической работой; в 1958 году вместе с братьями совершил гастрольную поездку в Южную Африку. В 1967 году основал в Ванкувере молодёжный клуб, членство в котором давало юным зрителям и слушателям значительную скидку на концертные и театральные билеты; клуб просуществовал 20 лет, причём первоначально Чернявский поддерживал его работу из собственных средств. В дальнейшем действовала названная именем Чернявского программа по субсидированию покупки школами билетов на концерты классической музыки, оперные и балетные спектакли.